# (34716) Guzzo
(34716) Guzzo – planetoida z pasa głównego asteroid okrążająca Słońce w ciągu 4 lat i 11 dni w średniej odległości 2,53 j.a. Została odkryta 14 sierpnia 2001 roku w Pistoia Mountains Astronomical Observatory w San Marcello Pistoiese przez Andrea Boattiniego i Luciano Tesiego. Nazwa planetoidy pochodzi od Massimiliano Guzzo (ur. 1970), pracownika naukowego na Uniwersytecie w Padwie, zajmującego się również badaniami stabilności planetoid. Przed nadaniem nazwy planetoida nosiła oznaczenie tymczasowe (34716) 2001 PC14.